# Associação Desportiva e Recreativa Internacional de Paralisia Cerebral
A Associação Desportiva e Recreativa Internacional de Paralisia Cerebral (CPISRA) é um corpo governante internacional para desportos para atletas com paralisia cerebral.
Os desportos da CP-ISRA estão abertos a atletas com paralisia cerebral e deficiências semelhantes resultantes de perturbações cerebrais e outras doenças neurológicas como AVCs ou lesões cerebrais traumáticas. 
Fundada em 1978, a CP-ISRA, é actualmente constituída por 59 membros nacionais e três associações. É uma organização membro do Comité Paralímpico Internacional (CPI).
A CP-ISRA é o único corpo governamental para os desportos de Futebol de sete, Bocha e Race runner. A CP-ISRA também detém os eventos para os seus atletas no esqui alpino, Atletismo, Boliche, Ciclismo, Esqui nórdico, Levantamento do peso, Natação, e Ténis de mesa paralímpico. (Os eventos de vários tipos de deficiências nestes desportos são governados pelo CPI ou outras organizações desportivas específicas).
A sede da CP-ISRA é em Wildeshausen, Alemanha.